# Raiffeisenbank Pyhrn-Priel
Die Raiffeisenbank Pyhrn-Priel eGen ist eine österreichische Regionalbank mit Sitz in Windischgarsten. Die Bank unterhält 4 Standorte und beschäftigt rund 22 Mitarbeiter. Die Raiffeisenbank Pyhrn-Priel ist eine von vier selbständigen Raiffeisenbanken im Bezirk Kirchdorf.

## Wirtschaftliche Daten

### Standorte
Die Raiffeisenbank betreibt zwei Bankstellen in Windischgarsten und Hinterstoder sowie zwei SB-Bankstellen in Spital am Pyhrn und Vorderstoder. Die Standorte sind im Bezirk Kirchdorf gelegen.

### Bilanzdaten
Die wirtschaftlichen Eckdaten der Bank sind: Bilanzsumme 217 Millionen Euro, Gesamtmittel 235 Millionen Euro, Eigenkapital 32 Millionen Euro, Kunden 7.200 sowie 22 Mitarbeiter.

### Vorgängerinstitute
Die Raiffeisenbank Pyhrn-Priel eGen entstand am 19. Oktober 2024 durch die Verschmelzung von zwei bisher selbständigen Raiffeisenbanken. Die früheren Institute waren die Raiffeisenbank Windischgarsten eGen (Bankleitzahl 34.491) sowie die Raiffeisenbank Hinterstoder und Vorderstoder eGen (Bankleitzahl 34.165). Im Zuge des Zusammenschlusses wurde die BLZ von Windischgarsten für die neue Bank herangezogen.

## Geschichte
Die Gründungsversammlung der Genossenschaft fand am 2. Februar 1960 im Gasthaus Kemmetmüller (in Windischgarsten) statt. Auf diesen Tag ist auch der Genossenschaftsvertrag datiert. Am 1. März 1960 fand der erste Banktag statt. Die Bank firmierte damals als Raiffeisenkasse Roßleithen und hatte ihr Geschäftslokal in der Gemeinde Roßleithen. Im September 1963 übersiedelte die Raiffeisenkasse in die Ortschaft Pichl (in Roßleithen). Am 3. Dezember 1970 erfolgte der Standortwechsel in das heutige Gebäude in der Bahnhofstraße 6 in Windischgarsten (das so genannte Lechnerhaus). Im Juni 1982 wurde die Filiale in Spital am Pyhrn eröffnet. Ebenfalls 1982 wurde die EDV erneuert und auf ON-Line umgestellt. Mit Dezember 1995 wurde der Name Raiffeisenbank Windischgarsten angenommen. Im Jahr 2016 konnten erstmals mehr als 100 Millionen Euro in der Bilanzsumme ausgewiesen werden. Am 28. Juli 2020 wurde das Jubiläum „60 Jahre Raiffeisenbank Windischgarsten“ feierlich begangen. Im Jahr 2023 erfolgte der Umbau des Bankgebäudes in Windischgarsten. Am 19. Oktober 2024 erfolgte die Verschmelzung der bisherigen Raiffeisenbank Windischgarsten sowie der Raiffeisenbank Hinterstoder und Vorderstoder zur neuen Raiffeisenbank Pyhrn-Priel.

## Raiffeisengenossenschaft
Die Raiffeisenbank Pyhrn-Priel ist als Genossenschaftsbank organisiert, genauso wie rund 350 weitere Primärbanken von Raiffeisen Österreich. Als Genossenschaftsbank gehört sie den Mitinhabern, welche Geschäftsanteile gezeichnet haben. Die rund 70 oberösterreichischen Raiffeisenbanken sind gemeinsame Eigentümer der Raiffeisenlandesbank Oberösterreich, die Landesbanken wiederum sind Mehrheitseigentümer der Raiffeisen Zentralbank Österreich. Rechtliche Grundlagen sind das österreichische Bankwesengesetz (BWG), das Genossenschaftsgesetz, das Genossenschaftsrevisionsgesetz und die (von der Generalversammlung beschlossenen) Statuten.
Organe der Raiffeisenbank Windischgarsten sind der (hauptberufliche) Vorstand, der Aufsichtsrat und die genossenschaftliche Generalversammlung.